# Орден Королевы Марии Луизы

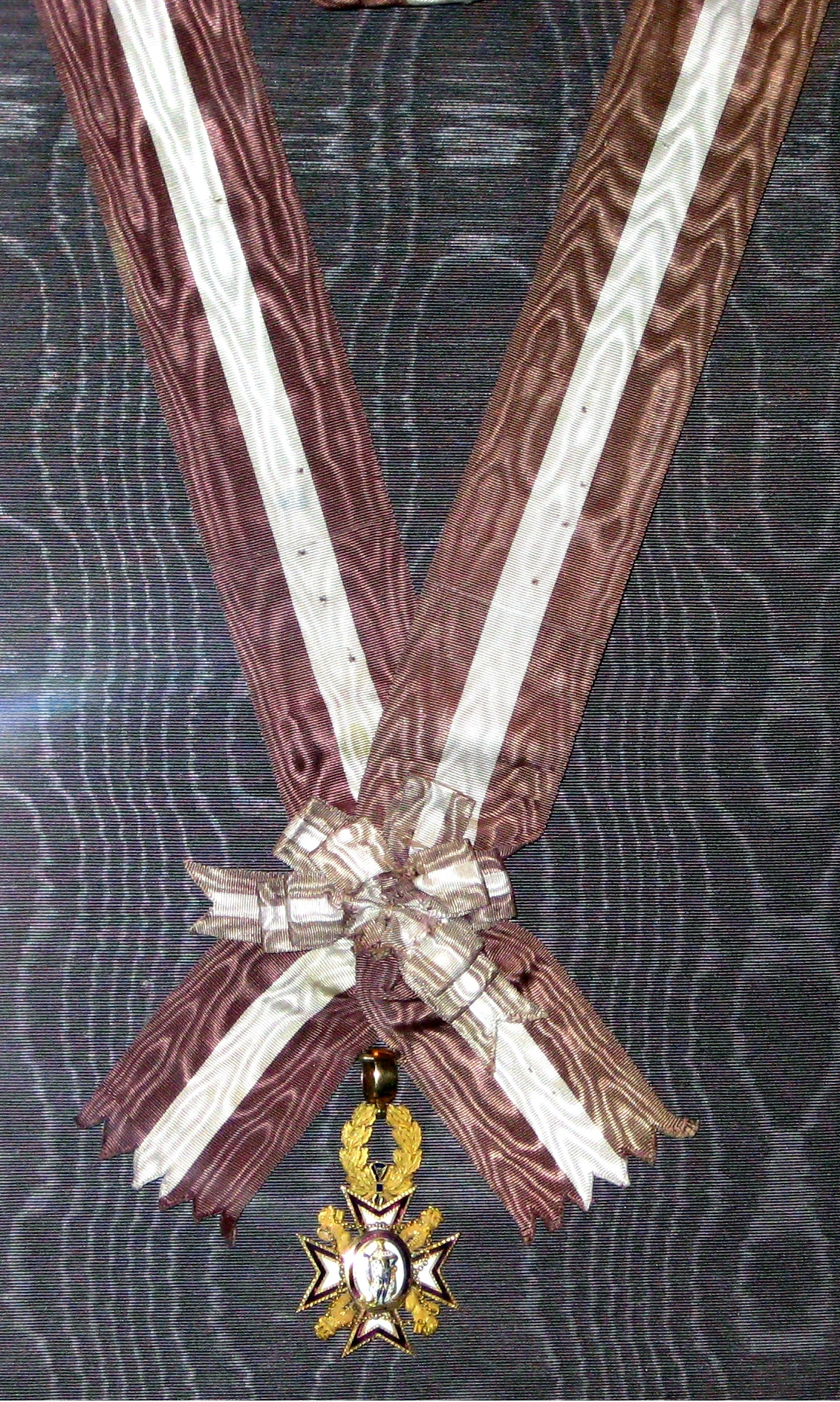
Знак ордена

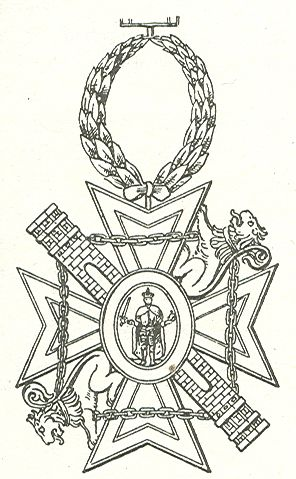
Знак ордена

Орден Королевы Марии Луизы (исп. Ordine della regina Maria Luisa) — дамский орден в Испании, учреждённый королём Карлом IV 19 марта 1792 года.

## Общие сведения
Орден был назван в честь супруги короля Карла IV, королевы Испании Марии Луизы Бурбон-Пармской. Награждаться им должны были дамы за верную службу. При этом число членов ордена не должно было превышать 30. Условием было следующее: дамы должны были ежемесячно посещать какие-либо общественные службы милосердия для бедных или больных (например, госпитали), и раз в год служить мессу в память об усопших сёстрах — членах ордена.
Орден имел один класс. Знак ордена выглядел как золотой лавровый венок, с которого свисал золотой крест с маленькими золотыми шариками на концах. В двух углах креста находятся два золотых прыгающих льва, в двух других углах — золотые крепостные башни. Все четыре знака по углам соединены золотой цепочкой. Все четыре крестовины покрыты фиолетовой эмалью и окружены белым, с тонкими золотыми линиями. На эмалированном щите в центре — изображение св. Фердинанда, патрона ордена. Орденская лента — белая с широкими фиолетовыми полосами с её обеих краёв. Лента носилась как перевязь от правого плеча к левому бедру.
В 1808 году орден был отменён испанским королём Жозефом Бонапартом. После реставрации Бурбонов в Испании, при короле Фердинанде VII, он был восстановлен 24 ноября 1816 года королевой, урождённой португальской инфантой Марией Изабеллой Франциской. 
На сегодняшний день, орден формально продолжает существовать, однако новые награждения не производятся, по меньшей мере, с 1977 года. Орденский праздник — 30 мая (День святого Фердинанда) и 25 августа (День святого Людовика IX).